# Bahnhof Amstetten
Bahnhof Amstetten vasútállomás Ausztriában, Amstetten városában.

## Vasútvonalak
Az állomást az alábbi vasútvonalak érintik:
- Westbahn
- Kronprinz Rudolf-Bahn

## Kapcsolódó állomások
A vasútállomáshoz az alábbi állomások vannak a legközelebb:
- Blindenmarkt bei Amstetten railway station
- Mauer-Öhling railway station
- Bahnhof Greinsfurth
- St. Pölten Hauptbahnhof
- Linz Hauptbahnhof

## Forgalom

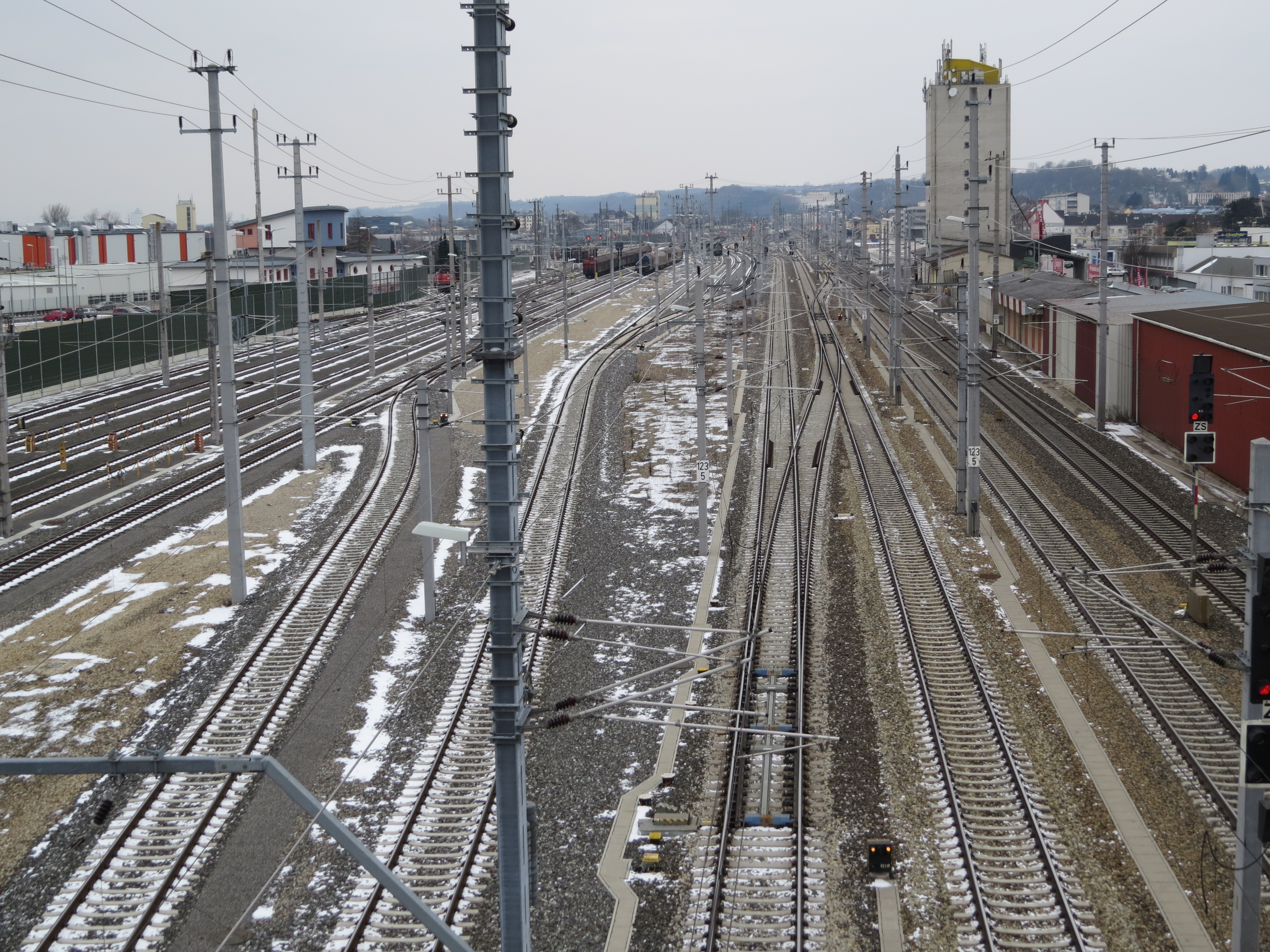
Az állomáskomplexum Linz felé nézve (2018)

### Vonat
| Járat        | Vonal | Ütem (perc)               | Megjegyzés                                                                              |
| ------------ | --- | ------------------------- | --------------------------------------------------------------------------------------- |
| Railjet      | (Flughafen Wien -) Wien Hbf. - Wien Meidling - Tullnerfeld - St.Pölten Hbf. - Amstetten - St.Valentin - Linz Hbf. - Wels Hbf. - Attnang-Puchheim - Vöcklabruck - Neumarkt-Köstendorf - Salzburg Hbf.                  | 60 percenként             | egy Railjet Bregenzbe és két Railjet Klagenfurtba naponta                               |
|              | Salzburg Hbf. - Attnang-Puchheim - Wels Hbf. - Linz Hbf. - Amstetten - St.Pölten Hbf. - Wien Hütteldorf - Wien Westbahnhof                                                                                            | 60 percenként             |                                                                                         |
| D            | Wien Hbf. - Wien Meidling - St.Pölten Hbf. - Amstetten ( - Linz Hbf.) | bizonyos vonatok          | csak csúcsidőben                                                                        |
| ÖBB Nightjet | Wien Hbf. - Wien Meidling - St.Pölten Hbf. - Amstetten - Linz Hbf. - Wels Hbf. - Attnang-Puchheim - Salzburg Hbf. - Zürich/Velence                                                                                    | egy vonatpár éjszakánként | vonatmegosztás/egyesítés Salzburgban                                                    |
| ÖBB Nightjet | Wien Hbf. - Wien Meidling - Tullnerfeld - St.Pölten Hbf. - Amstetten - St.Valentin - Linz Hbf. - Wels Hbf. - Attnang-Puchheim - Vöcklabruck - Salzburg Hbf. - Innsbruck Hbf. - (...) - Feldkirch - Dornbirn - Bregenz | egy vonatpár éjszakánként |                                                                                         |
|              | Amstetten - (...) - Pöchlarn - Melk - St.Pölten Hbf. - Tullnerfeld - Wien Hütteldorf - Wien Westbahnhof | 60 percenként             | részben meghosszabbított vonatok St.Valentinba és St.Valentinból, reggel 30 percenként. |
| R            | Amstetten - (...) - Stadt Haag - St.Valentin | 60 percenként             |                                                                                         |
| R            | Amstetten - (...) - Waidhofen a. d. Ybbs - Weyer - Kleinreifling (- Weißenbach-St.Gallen) | 60 percenként             | további erősítő vonatok reggelente                                                      |

### Busz
Az állomás északnyugati oldalán található az A-C buszperonokkal felszerelt buszpályaudvar. A következő járatok indulnak onnan:
- 1: Citybus Amstetten - Allersdorf
- 2: Citybus Amstetten - Krankenhaus
- 5: CityBus Amstetten - Greimpersdorf
- 7: CityBus Amstetten - Greinsfurth - Waldheim
- 380: Amstetten - Ardagger-Stift - Ardagger-Markt - Grein - Struden - St.Nikola/Donau - Sarmingstein - Waldhausen im Strudengau
- 600: Amstetten - Reikersdorf - Stiefelberg - Holzhausen b. Ardagger - Kollmitzberg - Neustadtl/Donau
- 600: Amstetten - Viehdorf - Reikersdorf - Hainstetten - Neustadtl/Donau
- 600: Amstetten - Eisenreichdornach - Preinsbach - Atzelsdorf b. Amstetten - Hart b. Amstetten (- Allersdorf am Ybbsfelde - Triesenegg - St.Georgen/Ybbsfelde -) Seisenegg - Viehdorf
- 609: Amstetten - Waldheim - Mauer b. Amstetten - Spiegelsberg - Aschbach - Krenstetten - Bierbaumdorf - Wolfsbach - Loosdorf b. Wolfsbach - Bubendorf b. Wolfsbach - Seitenstetten
- 612: Amstetten - Zeillern - Amstetten
- 613: Amstetten - Zeillern - Ludwigsdorf - Oed b. Amstetten - Wallsee - Strengberg - Altenhofen - St. Valentin
- 614: Amstetten - Zeillern - Stephanshart - Zeillern - Amstetten
- 615: Amstetten - Zeillern - Stephanshart - Ardagger-Stift - Stephanshart - Leitzing - Stephanshart
- 1602: Amstetten - Greinsfurth
- 1604: Amstetten (- Hart b. Amstetten - Matzendorf - Leutzmannsdorf) - Galtbrunn - St.Georgen am Ybbsfelde - Blindenmarkt - Kottingburgstall - Hubertendorf - Ennsbach (- St.Martin am Ybbsfelde -) Karlsbach b. Ybbs - Ybbs/Donau (- Persenbeug - Gottsdorf - Persenbeug - Weins - Ysperdorf - Großes Yspertal - Altenmarkt im Yspertal - Ysper (- Stiegeramt - St.Oswald b. Ysper) - Laimbach am Ostrong - Würnsdorf - Dietsam - Pöggstall)
- 1610: Amstetten - Schaffenfeld (- Schönbichl b. Amstetten) - Franzhausen - Doislau - Euratsfeld - Obergafring - Mittergafring - Untergafring - Senftenegg (- Segenbaum - Ferschnitz - Innerochsenbach - Windischendorf - Zinsenwang - Senftenegg - Felberach - Außerochsenbach - Steinakirchen am Forst - Wolfpassing b. Steinakirchen - Kleinerlauf - Zarnsdorf - Thorwarting - Loising - Etzerstetten - Unteretzerstetten - Marbach/Kleinen Erlauf - Bodensdorf b. Wieselburg - Weinzierl b. Wieselburg - Wieselburg/Erlauf)
- 1622: Amstetten - Winklarn (- Oberhömbach - Dippersdorf -) Ulmerfeld (- Hausmening -) Neuhofen/Ybbs
- 1628: Amstetten - Hermannsdorf - Freidegg - Ferschnitz - Innerochsenbach - Windischendorf - Zinsenwang - Senftenegg
- 1636: Amstetten (- Greinsfurth -) Waldheim - Mauer b. Amstetten - Kematen/Ybbs - Hilm - Gleiß - Bruckbach/Ybbs - Böhlerwerk - Raifbach - Waidhofen/Ybbs